# 天主教巴拉臘特教區
天主教巴拉臘特教區（拉丁語：Dioecesis Ballaratensis）是澳大利亞一個羅馬天主教教區。屬墨爾本總教區。1874年3月30日升為教區。
教區範圍包括維多利亞州西部，教座位於巴拉臘特。2006年有教友97,900人（佔轄區人口25.5%）、五十二個堂區、六十五名司鐸。現任主教為保祿·伯德。